# 山元卯一郎
山元 卯一郎（やまもと ういちろう、1915年（大正4年）1月24日 - 2014年（平成26年）1月31日）は、日本の英語学者・英文学者。横浜市立大学名誉教授。
2014年1月31日、多臓器不全のため死去。99歳没。

## 人物
鹿児島県生まれ。東京帝国大学卒業。

## 著訳書

### 翻訳
- マイケル・ヤング『メリトクラシー』窪田鎮夫共訳、至誠堂、1982[2]
- Brogan, D. W. (Denis William)『American aspects』赤松則夫共訳、Nan'un-do、1967[3]